# Elena Varvello
Elena Varvello (Torino, 14 luglio 1971) è una poetessa e scrittrice italiana.

## Biografia
Ha pubblicato le raccolte di poesie Perseveranza è salutare (Portofranco, 2002) e Atlanti (Canopo, 2004).
Con la raccolta di racconti L'economia delle cose (Fandango, 2007), nel 2007 ha vinto il Premio Settembrini ed è stata finalista del Premio Strega, mentre nel 2008 si è aggiudicata il Premio Bagutta nella sezione Opera prima.
Nel 2011 pubblica sempre con Fandango il suo primo romanzo, La luce perfetta del giorno.
Per Einaudi pubblica i romanzi La vita felice (2016) e Solo un ragazzo (2020).
È docente presso la Scuola Holden di Torino. Vive e lavora a Pino Torinese.

## Opere
- Perseveranza è salutare, Portofranco, 2002.
- Atlanti, Canopo, 2004.
- L'economia delle cose, Fandango, 2007.
- La luce perfetta del giorno, Fandango, 2011.
- La vita felice, Einaudi, 2016.
- Solo un ragazzo, Einaudi, 2020.